# す
す або ス (/su/; МФА: [su] • [sɯ]; укр. су) — склад в японській мові, один зі знаків японської силабічної абетки кана. Становить 1 мору. Розміщується у комірці 3-го рядка 3-го стовпчика таблиці ґодзюон.
Має похідні дзвінкі звуки — ず або ズ (/zu/; МФА: [(d)zu] • [(d)zɯ]; укр. дзу).

## Короткі відомості

### Опис
Фонема сучасної японської мови. Складається з одного ясенного приголосного звука та одного неогубленого голосного заднього ряду високого піднесення /u/ (う). Приголосні бувають різними залежно від типу.
| Глухий ясенний щілинний:   |  | /s/ → | す | [sɯ]  | (основний звук)                               |
| Дзвінкий ясенний щілинний: |  | /z/ → | ず | [zɯ]  | (похідний звук; в середині слова)             |
| Дзвінкий ясенний африкат:  |  | /z/ → | ず | [d͡zɯ] | (похідний звук; на початку слова і перед /N/) |

### Порядок
Місце у системах порядку запису кани:
- Порядок ґодзюону: 13.
- Порядок іроха: 47. Після せ.

### Абетки
- Хіраґана: す

Походить від скорописного написання ієрогліфа 寸 (сун, сун).
- Катакана: ス

Походить від скорописного написання нижньої правої частини ієрогліфа 須 (су, потреба).
- Манйоґана: 寸 • 須 • 周 • 酒 • 州 • 洲 • 珠 • 数 • 酢 • 栖 • 渚

### Транслітерації

#### す
- Кирилиця:
Система Поліванова: СУ (су).
Альтернативні системи: СУ (су).
- Латинка
Система Хепберна: SU (su).
Японська система: SU (su).
JIS X 4063: su
Айнська система: SU (su).

#### ず
- Кирилиця:
Система Поліванова: ДЗУ (дзу).
Альтернативні системи: ДЗУ (дзу), ЗУ (зу)
- Латинка
Система Хепберна: ZU (zu).
Японська система: ZU (zu).
JIS X 4063: zu
Айнська система: ZU (zu).

### Інші системи передачі
- Шрифт Брайля:
| ●● -● |
- Радіоабетка: СУдзуме но СУ (すずめのス; «су» горобця)
- Абетка Морзе: −−−・−